# Manuel Castro e Silva
Manuel Fernandes de Castro e Silva mais conhecido por Manuel Castro e Silva é um actor português.

## Televisão
- Chuva na Areia RTP 1985
- Duarte e Companhia RTP 1986
- Sétimo Direito RTP 1988 'homem na rua'
- Os Homens da Segurança RTP 1988 'João Lourenço'
- Caixa Alta RTP 1989 'polícia'
- Ricardina e Marta RTP 1989 'Frazão'
- Veneno do Sol RTP 1991
- Bando dos Quatro RTP 1992 'alfarrabista'
- Telhados de Vidro TVI 1993 'Arlindo'
- Na Paz dos Anjos RTP 1994 'homem no carro'
- Nico D'Obra RTP 1994/1995 'Zé/António Simões'
- Desencontros RTP 1995 'Dr. José Bastos'
- Roseira Brava RTP 1996 'Lopes'
- Os Imparáveis RTP 1996 'Cachola'
- Polícias RTP 1996
- Nós os Ricos RTP 1996 'Abdul'
- Vidas de Sal RTP 1996/1997 'Jorge'
- Médico de Família (série) SIC 1998
- Terra Mãe RTP 1998 'Raimundo'
- Ballet Rose RTP 1998 'Vítor'
- Os Lobos RTP 1998/1999 'Álvaro'
- Jornalistas SIC 1999 'ministro'
- Todo o Tempo do Mundo TVI 1999 'Rufino'
- Super Pai TVI 2000
- Capitão Roby SIC 2000 'Urbano'
- Jardins Proibidos TVI 2000 'Tomé'
- Cuidado Com As Aparências SIC 2000
- Almeida Garrett RTP 2000 'Dr. Pulido'
- Olhos de Água TVI 2001 'Matateu'
- Querido Professor SIC 2001 'Fonseca'
- O Espírito da Lei SIC 2001 'juiz'
- A Minha Sogra é Uma Bruxa RTP 2002 'Pereira Gomes'
- O Bairro da Fonte SIC 2002
- Coração Malandro TVI 2003 'instrutor equestre'
- O Jogo SIC 2003 'Silva'
- Lusitana Paixão RTP 2003 'Leocádio'
- Maré Alta SIC 2004 'passageiro'
- Clube das Chaves TVI 2005 'professor de música'
- Camilo em Sarilhos SIC 2005/2006 'Mendes Pereira'
- Dei-te Quase Tudo TVI 2006 'Nabais'
- Floribella SIC 2006 'Eduardo'
- Jura SIC 2006/2007 'juiz'
- Aqui não há quem viva SIC 2006/2008 'Rafael Alvarães'
- Conta-me como foi RTP 2009 'diretor de filme'
- A Minha Família RTP 2009 'mecânico'